# Oxylaemus variolosus
Oxylaemus variolosus är en skalbaggsart som först beskrevs av Dufour 1843.  Oxylaemus variolosus ingår i släktet Oxylaemus, och familjen rovbarkbaggar. Enligt den svenska rödlistan är arten nationellt utdöd i Sverige. . Arten har tidigare förekommit i Götaland men är numera lokalt utdöd. Artens livsmiljö är skogslandskap, jordbrukslandskap.